# Вольня (Житомирская область)
Во́льня (укр. Вільня) — село на Украине, основано в 1618 году, находится в Коростышевском районе Житомирской области.
Население по переписи 2001 года составляет 330 человек. Почтовый индекс — 12536. Телефонный код — 4130. Занимает площадь 2,7 км².

## Адрес местного совета
12536, Житомирская область, Коростышевский район, село Вольня, телефон 72-2-69.